# Eragrostis spartinoides
Eragrostis spartinoides är en gräsart som beskrevs av Ernst Gottlieb von Steudel. Eragrostis spartinoides ingår i släktet kärleksgrässläktet, och familjen gräs. Inga underarter finns listade i Catalogue of Life.